# Vida Artúr
Vida Artúr, születési és 1898-ig használt nevén Weisz Arthur (Dombóvár, 1880. szeptember 28. – Budapest, 1934. január 26.) magyar építész.

## Élete

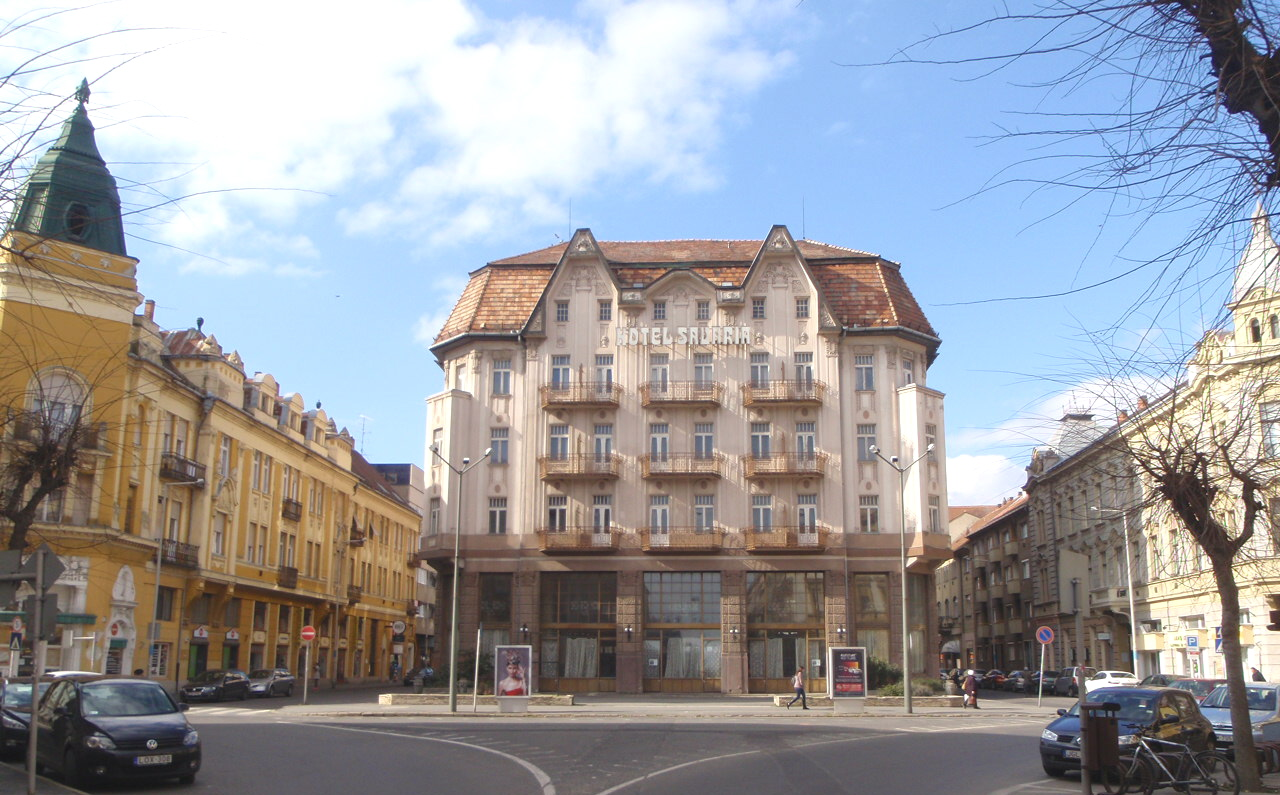
Savaria Nagyszálló, Szombathely

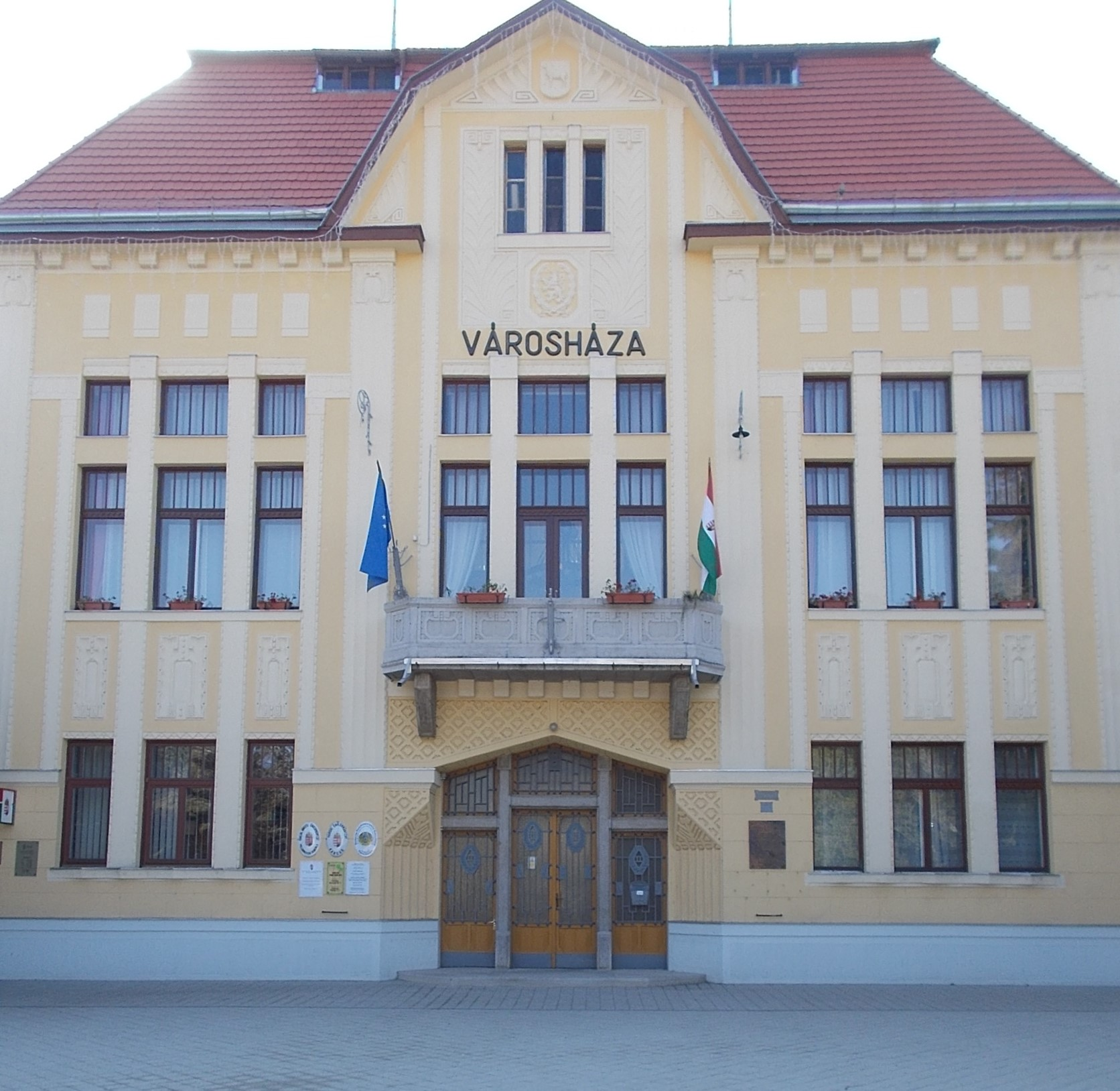
Városháza, Karcag

A 20. század első felében működött. Elsősorban lakóházakat, és néhány középületet (kórház, városháza) tervezett, elsősorban szecessziós stílusban. Részt vett Liber Endre kislakásépítési programjában is.

## Ismert épületei
- 1908: Közkórház, Lugos (Jendrassik Alfréddal közösen)[5]
- 1911: Weisz Mór bérháza, Budapest, Tompa utca 9.[6]
- 1911–1912: Közkórház, Trencsén[7]
- 1912–1915: Közkórház, Szatmárnémeti[7]
- 1910–1911/1912: Városháza, Karcag[7][8]
- 1913–1914: Savaria Nagyszálló, Szombathely, Mártírok tere 5-11.[9][10]
- 1928: lakóház, Budapest, Raktár utca 39–41. (munkatársak: Sebestyén Artur, ifj. Paulheim Ferenc, Neuschloss Kornél, Gyenes Lajos, Böhm Henrik és Hegedűs Ármin)[11] – épült Liber Endre kislakásépítési programja keretében

1907-ben részt vett a budapesti Rózsa utca 1. (Dohány u. 102.) lakóház átalakításában.

### Tervben maradt épületek
- 1911: közkórház, Szombathely (Jendrassik Alfréddal közösen)[13]